# Collegio di Beckenham and Penge
Beckenham and Penge è un collegio elettorale inglese situato nella Grande Londra, e rappresentato alla Camera dei Comuni del Parlamento del Regno Unito. Elegge un membro del Parlamento con il sistema first-past-the-post, ossia maggioritario a turno unico; l'attuale parlamentare è Liam Conlon del Partito Laburista, che rappresenta il collegio dal 2024.

## Estensione
Il collegio è costituito dai seguenti ward nel borgo londinese di Bromley: Beckenham Town and Copers Cope, Clock House, Crystal Palace and Anerley, Kelsey and Eden Park, Penge and Cator, Shortlands and Park Langley (ad eccezione del distretto elettorale SHP5X) e West Wickham.

## Membri del Parlamento
| Elezione | Elezione | Deputato    | Partito   |
| -------- | -------- | ----------- | --------- |
|          | 2024     | Liam Conlon | Laburista |

## Elezioni

### Elezioni negli anni 2020
| Partito                    | Partito                                      | Candidato                  | Risultati 4 luglio 2024 | Risultati 4 luglio 2024 |
| Partito                    | Partito                                      | Candidato                  | Voti                    | %                       |
| -------------------------- | -------------------------------------------- | -------------------------- | ----------------------- | ----------------------- |
|                            | Laburista                                    | Liam Conlon                | 25 738                  | 49,30                   |
|                            | Conservatore                                 | Hannah Gray                | 12 848                  | 24,61                   |
|                            | Reform UK                                    | Edward Apostolides         | 5 355                   | 10,26                   |
|                            | Lib Dem                                      | Chloe-Jane Ross            | 4 436                   | 8,50                    |
|                            | Verdi                                        | Ruth Fabricant             | 3 830                   | 7,34                    |
|                            |                                              |                            |                         |                         |
| Iscritti                   | Iscritti                                     | Iscritti                   | 77 194                  | 100,00                  |
| ↳ Votanti (% su iscritti)  | ↳ Votanti (% su iscritti)                    | ↳ Votanti (% su iscritti)  | 52 207                  | 67,63                   |
| ↳ Astenuti (% su iscritti) | ↳ Astenuti (% su iscritti)                   | ↳ Astenuti (% su iscritti) | 24 987                  | 32,37                   |
|                            |                                              |                            |                         |                         |
|                            | Esito: collegio a Laburista (nuovo collegio) |                            |                         |                         |